# Захват Алжира (1830)
Захват Алжира в 1830 году (фр. Prise d'Alger) — крупномасштабная военная операция французских войск по захвату города Алжир, проведенная в период с 14 июня по 5 июля 1830 года и с которого началось французское завоевание Алжира.
Алжир стал частью Османской империи в 1529 году после его захвата в 1529 году и находился под прямым управлением турок до 1710 года, когда Баба Али Чауш добился фактической независимости от османов, хотя эялет Алжир всё ещё номинально был частью Османской империи.
Алжир избирал своих правителей через Алжирский диван. Эти правители были известны как деи. Государство лучше всего можно было бы описать как выборную монархию.
Дипломатический инцидент в 1827 году, так называемое дело веера, послужил предлогом для начала блокады алжирских портов. После трёх лет бездействия и более серьёзного инцидента, в ходе которого был чуть не убит французский посол, который должен был встретиться с деем с предложением о переговорах, чей корабль был атакован алжирцами, французы решили, что требуются более решительные действия. Карл X решил воспользоваться этим, чтобы отвлечь внимание французских поданных от внутренних проблем Франции, кульминацией которых стало его низложение на более поздних этапах вторжения во время Июльской революции.
Вторжение в Алжир началось 5 июля 1830 года с морской бомбардировки флотом под командованием адмирала Дюперре и высадки войск под командованием Луи Огюста Виктора де Бурмона. Французы быстро разгромили войска Хусейна ибн Хусейна, правителя Алжира, но сопротивление местных жителей французы ещё долго не могли подавить. Это привело к затяжной военной кампании, длившейся более 45 лет, направленной на искоренение борьбы местных жителей против колонизации. Политика умиротворения было отмечено сопротивлением таких деятелей, как Ахмед бей, Абд аль-Кадир и Лалла Фатма Н’Сумер.
Вторжение ознаменовало конец многовекового правления турок и начало французского правления. В 1848 году завоёванные территории вокруг города Алжир были объединены в три департамента, определив территории современного Алжира.

## Предыстория
Во время Наполеоновских войн Алжир извлёк большую выгоду из торговли в Средиземноморье, из массовой продажи продовольствия во Францию, а также за счёт увеличевшегося пиратства против христианского судоходства. Пиратство также затронуло молодые США, что в свою очередь, привело к Первой берберийской войне и Второй берберийской войне, кульминацией которых стал август 1816 года, когда Эдвард Пеллью осуществил морскую бомбардировку Алжира в ответ на массовые убийства алжирцами недавно освобождённых европейских рабов, эти действия крайне сильно подорвали деятельность пиратов. Дей Алжира попытался восполнить свои неуклонно сокращающиеся доходы, которые начали падать из-за уменьшения пиратства и торговли с другими странами, которые не желали вести свою коммерческую деятельность с таким крайне ненадёжным и опасным партнёром как Алжиром, путём увеличения налогов, чему сопротивлялось местное крестьянство, усиливая нестабильность в стране.
Непопулярные действия короля Франции Карла X Бурбона, который ограничивал гражданские права и свободы своих подданных, настроили против него широкий пласт французского населения. Нужно было срочно отвлечь французов от внутренних проблем, чему алжирские деи сами дали несколько поводов.
Конфликты между Францией и алжирскими правителями начались с самого начала реставрации Бурбонов. Ещё с XV века в Алжире начала работу французская торговая компания, платившая дею ежегодную дань в размере 60 тысяч ливров. 29 июня 1827 году дей Алжира Хусейн III потребовал увеличения этой дани до 200 тысяч франков. Французский консул Пьер Деваль оказался достаточно уступчив и согласился с требованиями дея, увидев уступчивость консула, дей увеличил денежную сумму в два раза, однако в этот раз французский консул отказался заявив, что сумма чересчур большая, тогда дей начал угрожать, что примет притеснительные для компании меры. Он грозился прекратить монопольную для французов ловлю жемчуга, требовал от французского правительства немедленной уплаты 7 миллионов франков, задолженных алжирским торговым домам за различные поставки для Франции со времён Первой республики и недвусмысленно изъявил намерения изгнать французскую торговую компанию и уничтожить основные её учреждения. Однако французский консул оказался непреклонен и отказался удовлетворять прихоти дея, из-за чего тот, в порыве гнева, нанёс личное оскорбление французскому консулу ударив того своим веером по лицу. Французское правительство решило ответить незамедлительно.
В том же 1827 году к алжирским берегам была послана небольшая эскадра блокировавшая алжирские порты. Блокада длилась 3 года и в первую очередь наносила ущерб французским купцам, которые не могли вести торговые дела с Алжиром, в то время как берберские пираты всё ещё могли обойти блокаду, сама же блокада стоила французам около 20 миллионов франков. Однако фактический инцидент приведший к вторжению французов случился позже. В 1829 году Франция направила посла для переговоров с деем, тот, подождав, когда посол попытается сойти с корабля, приказал открыть пушечный огонь по кораблю дипломата, едва не убив того. Этого французы уже не могли стерпеть и решили, что требуются намного более решительные меры.
Король Карл X решил организовать карательную экспедицию на побережье Алжира, чтобы наказать дея за дерзость, а также раз и навсегда искоренить берберских пиратов, которые использовали Алжир в качестве безопасного убежища. 16 мая флот в составе 102 военных кораблей и 464 транспортов покинул Тулон, с армией численностью в 37 624 человека. Местность была хорошо известна благодаря наблюдениям, сделанным во времена Первой империи, и в качестве места высадки был выбран полуостров Сиди-Феррух, расположенный в 25 километрах к западу от Алжира. Авангард флота прибыл 31 мая, но для прибытия всего флота потребовалось время до 13 июня.

## Силы сторон
Алжирские владения в этот период состояли из 4 областей, из которых лишь собственно Алжир был под непосредственною властью дея. Остальные три, Оранская, Константиновская и Титтери, — управлялись наместниками (беями). Вооруженные силы собственно Алжира состояли в это время из постоянной армии в 16 тысяч и ополчений, выставляемых туземными племенами. После роста напряженности и начала войны алжирцы мобилизовались. Племена конфедерации Махзен были собраны по всем бейликам Константина, Орана и Титтери. Воинственные племена берберов зуавы и ифлиссен из Кабилии также были мобилизованы и переданы под командование шейха Мохаммеда бен Заамума. Алжирский оджак также был мобилизован, и их ага Ибрагим был назначен верховным главнокомандующим алжирскими силами. Когда Хусейн III объявил джихад против французов, многие добровольцы со всей страны присоединились к армии дея. Кроме того, было отправлено несколько писем конкретным племенам, которые были известны своей воинственностью по всей стране.
“Доброго дня всем жителям Кабилии, всем их знатным людям и их мурабитам. Знайте, что французы разработали план высадки и захвата Алжира. Вы – народ, известный своим мужеством и преданностью исламу. Оджак призывает вас к священной войне, чтобы вы могли пожинать плоды в этом мире и в следующем, подобно вашим предкам, которые сражались в первой священной войне против Карла V в 1541 году.
Тот, кто хочет быть счастливым в загробном мире, должен полностью посвятить себя джихаду, когда придет время. Джихад – это обязанность, налагаемая на нас религией, когда неверный находится на нашей земле”.
Из письма, отправленного Ибрагимом Агой нескольким племенам кабилов, таким как Айт Иратен.
Точная численность и состав алжирской армии неизвестны, но известно, что большинство военных отрядов были из племён Махзен. Оценки точной численности алжирских войск сильно различаются, по некоторым оценкам, она составляет около 25 000 – 30 000 человек, в то время как некоторые французские источники оценивают ее в 50 000 человек.
Для похода в Алжир французами были выделены 3 пехотные дивизии (36 батальонов), 3 эскадрона кавалерии (525 человек) и 15 батарей (82 осадных, 24 полевых и 6 горных орудий), всего до 37 624 человек, 4546 лошадей и 112 орудий. Для транспортировки этой армии и всего её снабжения было собрано 102 военных корабля (11 линейных кораблей, 24 фрегата, 8 корветов, 27 бригов, 6 пароходов, 8 бомбардирских судов, 18 военных транспортов) и 570 коммерческих судов, большинство из них водоизмещением от 25 до 35 тонн, на борту которых находилось до 30 тысяч матросов. Во главе экспедиции стоял военный министр, граф Бурмон, флотом командовал вице-адмирал Дюперре. Дивизиями командовали генералы Бертезен, Ловердо и герцог д’Эспар.

## Захват города Алжира
Из-за неблагоприятной погоды ( встречного ветра ) переход через Средиземное море затянулся на две недели, и морской конвой, выступивший из Тулона в конце мая, лишь 13 июня подошёл к африканским берегам. Высадка войск задержалась из-за морской бури и состоялась утром 14 июня на западном берегу полуострова Сиди-Феррух. Она была произведена в три приема: 1-я часть (9600 человек пехоты, 4 полевых и 1 горная батареи и саперы, всего 10 278 человек) была высажена в 4:30 утра, 2-я (9900 человек) в 6 часов утра, а в полдень вся армия с боевыми припасами и продовольствием на 10 дней была на берегу. Немедленно же продвинувшись вперед, авангард (дивизия Бертезена) атаковал укрепленную позицию алжирцев на Сиди-Феррухском перешейке, соединявшем полуостров с материком, отбросив противника на плато к местечку Стауели. Высаженная армия тотчас же приступила к укреплению места высадки.
Между тем, алжирцы деятельно готовились к бою, собирая войска и ополчения кабилов. Пока французы медленно высаживали свои войска и снаряжение, три бея из Орана, Титтери и Медеа, а также различные алькаиды откликнулись на призыв к оружию и начали собирать силы в большом лагере на близлежащем плато Стауэли. Убеждённые в том, что только страх удерживает французов от какого-либо продвижения вперёд, алжирские войска во главе с Ибрагимом Агой спустились с плато ранним утром 19 июня и атаковали две французские дивизии, которые уже высадились. Их соединённая армия, под общим командованием Ибрагима Ага, зятя дея, энергично атаковала французский лагерь войсками, численностью до 40 000 человек. Они приблизились к лагерю французов под покровом ночи и на рассвете атаковали его с разных сторон. Но атака эта была легко отбита французами благодаря их превосходству в артиллерии и лучшей организации войск. Огонь французской артиллерии и штыковые атаки в конечном счёте превратили отступление алжирцев во всеобщий разгром. Отбив нападение, французы сами перешли в наступление и гнали разбитого противника до селения Сиди-Калефа, в десяти километрах от города Алжира. К полудню французы захватили алжирский лагерь, и многие силы, собранные деем, бежали с поля боя. В лагере французы нашли огромные богатства, оружие, продовольствие и домашний скот, которые алжирцы бросили, когда бежали. 24 июня Ага-Ибрагим возобновил нападение, но был вторично отбит, причём преследовавшая его французская армия дошла до высот Бузария, в 5 километрах от города, расположившись на их западных склонах. Здесь, однако, дальнейшее наступление было приостановлено до 29 июня в ожидании прибытия к армии парка осадных орудий и укрепления пути сообщения лагеря с местом высадки. Тем временем в Алжире Хусейн Дей провёл следующие три дня, пытаясь вновь собрать силы, которые рассеялись после битвы. С каждым днём в город прибывало всё больше и больше добровольцев, и вскоре бездействие французов придало алжирцам новую уверенность.
Утром 24 июня алжирские войска вернулись на плато Стауэли и развернулись перед французскими аванпостами. Когда 1-я французская дивизия начала маршировать к ним в колонном строю, алжирские войска отступили к деревне Сиди Халеф на краю плато. После нескольких боёв алжирцы были разбиты штыковой атакой. Потери французов в тот день были крайне малы, но среди убитых оказался Амеди де Бурмон, один из четырёх сыновей французского главнокомандующего.
29 июня французы захватили господствующие высоты и 30 июня начали рыть траншеи, готовясь к осаде, напротив крепости «Султан-Калесси» (Султанский замок) находившейся к юго-западу от города Алжир и главенствовавшей над всем населённым пунктом, которую французы вскоре прозвали «Фортом империи» в честь императора Карла V, поскольку она была построена в ответ на попытку Испании захватить город в 1541 году, к 3 июля французы уже смогли привезти всю свою артиллерию. Ранним утром 4 июля, генерал Де ла Хитт, командующий французской артиллерией, приказал всем батареям открыть огонь. Защитники немедленно открыли ответный огонь, и последовала долгая канонада. Гарнизон форта, состоявший примерно из 800 янычар и 1200 мавров, сопротивлялся в течение нескольких часов, несмотря на интенсивную бомбардировку, которой они подвергались. Их упорство смогло произвести впечатление на французов. Однако в течение нескольких часов французы энергичной бомбардировкой разрушили стены замка. Крепость была опустошена, и большая часть её орудий была уничтожена. Около 10:00 утра защитники форта прекратили огонь, поскольку у них больше не было никакого прикрытия после того, как все зубцы на стенах крепости были уничтожены, остатки его защитников бежали к городу, надеясь найти там спасение, но были встречены картечью, пущенной из цитадели по ним по приказу дея. Из 2000 человек гарнизона только половина выжила и вернулась в касбу Алжира.
К 10 часам утра развалины крепости были заняты французами. Французы завезли свою артиллерию в развалины крепости и начали перестрелку с алжирской касбой. Захват этого форта, возвышавшегося над городом на 80 метров и находящегося на расстоянии пушечного выстрела, сделал дальнейшую оборону Алжира невозможной. Вскоре после полудня посланник дея достиг французских позиций и попытался договориться об уходе французов в обмен на официальные извинения королю Франции за поведение дея и возмещение Алжиром военных расходов Франции. Но французы отказались, и некоторое время спустя уже два делегата прибыли к французам с задачей вести переговоры до тех пор, пока не будут достигнуты мирные соглашения. Они также предложили доставить голову дея французам, от чего французы отказались. Де Бурмон сказал им, что Франция хочет получить город, его флот, казну и уход турок из него, и пообещал избавить дома жителей от разграбления, если эти условия будут приняты. Хусейну III также было бы разрешено взять с собой в изгнание свои личные денежные средства. Два делегата ушли и вернулись на следующий день около 11:00 утра и сказали французам, что дей согласился на их условия. Французские войска вошли в город 5 июля в 12:00 часов. В руки французов попало около 2 тысяч орудий, множество всяких запасов, несколько стоявших в гавани военных судов и казна города (48 миллионов франков).

## Последствия
Несколько дней спустя Хусейн Дей и его семья по его желанию сели на фрегат и отбыли в Неаполь, пленные турки-янычары были отправлены на кораблях в Малую Азию, а туземные ополчения большею частью разбежались по домам. Алжирцы убитыми и ранеными потеряли свыше 5 тысяч человек, потери же французов со дня высадки составили 415 убитыми и 2160 ранеными. За взятие Алжира графу Бурмону был пожалован маршальский жезл.
Быстрый успех французской экспедиции по захвату города Алжира оказался неожиданным прежде всего для самих французов. Быстрое падение Алжира произвело столь сильное впечатление на весь эялет, что все остальные беи выразили готовность подчиниться Малик Шарлю (королю Карлу). Но французы не сумели воспользоваться полученными преимуществами: вместо захвата главных пунктов страны, маршал Бурмон предпринял отдалённую экспедицию к Блиде (у подошвы Атласских гор) для наказания за разбои кабильских племён и в этой экспедиции, предпринятой с недостаточными силами, потерпел поражение. Эта неудача сразу подорвала престиж французов в глазах туземцев, и области, изъявившие уже ранее готовность покориться Франции, отложились от неё.
24 июля в форте Бордж Таментфуст состоялась встреча вождей множества племён Алжира, объявивших Франции джихад за захват их земель.
В результате неудачной колониальной политики Франции пришлось предпринимать долгую и дорогостоящую кампанию по завоеванию всей территории Алжира, приведшую к многочисленным жертвам и разорению всей страны. По мнению ряда историков, методы, используемые для установления французской гегемонии, достигли масштабов геноцида, и войны, голод и болезни привели к гибели от 500 000 до 1 миллиона из примерно 3 миллионов алжирцев.